# Franz Erne
Franz Josef Erne (* 29. April 1878 in Bregenz; † 14. Dezember 1965 in Feldkirch) war ein österreichischer Politiker und Richter. Er war von 1934 bis 1938 Abgeordneter zum Vorarlberger Landtag. 

## Ausbildung und Beruf
Erne besuchte nach der Volksschule in Bregenz zwei Klassen der Bürgerschule und wechselte danach an das  Staatsgymnasium in Brixen, wo er am 15. Juli 1899 die Matura ablegte. Er absolvierte zwei Semester an der rechts- und staatswissenschaftlichen Hochschule in Graz und leistete danach ein jahr lang seinen Militärdienst beim Landesschützenregiment Innsbruck ab. Danach setzte er sein Studium der Rechtswissenschaften an der Universität Innsbruck fort und promovierte am 17. März 1906 in Innsbruck zum Doktor der Rechte (Dr. jur.). 
Erne absolvierte seine Zeit als Rechtspraktikant ab 1905 beim Kreisgericht in Feldkirch, beim Landesgericht in Innsbruck und beim Bezirksgericht in Bregenz und wurde am 16. September 1910 zum Richter für den Oberlandesgerichtssprengel Innsbruck ernannt. Er wurde im Mai 1911 Richter beim Bezirksgericht in Bregenz und am 12. August 1912 Fürstlich-liechtensteinischer Landrichter in Vaduz. Er rückte im Zuge des Ersten Weltkriegs am 1. August 1914 beim Landsturminfanterie-Regiment II in Schwaz ein und war im August an der galizischen Front bei den Kämpfen um Lemberg und Grodek sowie anschließend als Oberleutnant in Przemysl eingesetzt. Er geriet im März 1915 in russische Gefangenschaft und musste bis Juli 1920 in Gefangenschaft in Sibirien verbringen. 
Nach seiner Rückkehr war er als Zivilrichter am Bezirksgericht Bregenz beschäftigt, bevor er im Februar 1925 zum Landesgericht in Feldkirch versetzt wurde. Er wirkte ab 1930 als Richter beim Fürstlich-liechtensteinischen Obersten Gerichtshof sowie beim Liechtensteinischen Staatsgerichtshof (dem Verfassungsgericht Liechtensteins) und übernahm im Jahr 1936 die Stelle des Vizepräsidenten beim Landesgericht Feldkirch. Nach der Machtübernahme der Nationalsozialisten am 12. März 1938 wurde Erne bereits am folgenden Tag von seinem Posten als Vizepräsident enthoben und am 30. November 1938 pensioniert. Auf Grund des Richtermangels wurde er jedoch ab Oktober 1939 als Beamter auf Widerruf zur Besorgung von Zivilsachen eingestellt. Am 20. August 1944 wurde er für 10 Tage in das Arbeitslager Reichenau bei Innsbruck gebracht.
Nach dem Ende des Zweiten Weltkriegs wurde Erne am 6. August 1945 vom Landeshauptmann zur Besorgung der Geschäfte des Landesgerichtspräsidenten bestellt und am 5. Juli 1946 zum Präsidenten des Landesgerichtes Feldkirch ernannt. Er trat 1949 endgültig in den Ruhestand, wurde jedoch bis Ende April 1950 mit der Weiterführung der Verwaltungsgeschäfte betraut.

## Politik und Funktionen
Erne war Mitglied der katholischen Studentenverbindungen KÖHV Carolina Graz und  AV Austria Innsbruck. Er wurde 1934 als Standesvertreter des Öffentlichen Dienstes vom Vorarlberger Landeshauptmann zum Mitglied des Ständischen Landtags berufen und gehörte in der Folge vom 14. November 1934 bis zum Anschluss Österreichs am 12. März 1938 dem Landtag an.
Erne gehörte zu den Gründern des Landesverbandes des Roten Kreuzes für Vorarlberg und wurde 1957 zu dessen Ehrenmitglied ernannt.

## Privates
Franz Erne wurde als Sohn des Bregenzer Goldschmieds Xaver August Gebhard Erne (1824–1902) und dessen Gattin Franziska Walburga Hehle (1839–1914) geboren. Er heiratete am 18. Mai 1911 Bertha Wagner (1885–1950) und wurde 1912 Vater eines Sohnes. Nach dem Tod seiner ersten Gattin heiratete er am 5. Mai 1951 die in Reith in Tirol geborene Amalie Adamer und wurde 1951 Vater einer Tochter.

## Auszeichnungen
- Militärverdienstkreuz
- Komturkreuz des Liechtensteinischen Verdienstordens
- Silbernes Ehrenzeichen des Landes Vorarlberg (1964)
- Goldene Medaille der Österreichischen Gesellschaft vom Roten Kreuz